# Annika Schleu
Annika Schleu (Berlim, 3 de abril de 1990) é uma pentatleta alemã. 

## Carreira
Schleu representou seu país nos Jogos Olímpicos de Verão de 2016, terminando na quarta colocação.